# USS LST-225
O USS LST-225 foi um navio de guerra norte-americano da classe LST que operou durante a Segunda Guerra Mundial.